# Acanthoponera
Acanthoponera is een geslacht van mieren uit de onderfamilie van de Heteroponerinae.

## Soorten
- A. goeldii Forel, 1912
- A. minor (Forel, 1899)
- A. mucronata (Roger, 1860)
- A. peruviana Brown, 1958